# Малокурильське

Ма́локури́льське (рос. Малокурильское) / Сікота́н (яп. 色丹, しこたん, МФА: [ɕi̥kotaɴ muɾa]) — село в Росії, у складі Сахалінської області. Розташоване на острові Шикотан. Японським урядом відноситься до повіту Сікотан округу Немуро префектури Хоккайдо.

## Історія
Засноване 1884 року. До 1933 року називалося Сякотан (яп. 斜古丹, しゃこたん). 1945 року окуповане радянськими військами в ході радянсько-японської війни. Територія села контролюється Росією, перейменовано на Малокурильське. Проте саме село продовжує існувати в офіційних реєстрах Японії як адміністративна одиниця і самоврядна організація. Згідно з офіційною позицією японського уряду село вважається окупованим.

## Економіка
У селі знаходиться великий рибокомбінат «Острівний», який виробляє рибні консерви.

## Населення
| 2002 | 2010  |
| ---- | ----- |
| 2230 | ↘1873 |